# ريتشارد آرمسترونغ
ريتشارد آرمسترونغ (بالإنجليزية: Richard Armstrong)‏ هو مدير موسيقي بريطاني، ولد في 7 يناير 1943.

## وصلات خارجية
- ريتشارد آرمسترونغ على موقع IMDb (الإنجليزية)
- ريتشارد آرمسترونغ على موقع ميوزك برينز (الإنجليزية)
- ريتشارد آرمسترونغ على موقع ديسكوغز (الإنجليزية)